# Yasha David
Yasha David est un critique d'art et littéraire français d'origine tchèque, installé en France depuis 1964.

## Biographie
Venu à Paris en 1964 à l'invitation de Louis Aragon et Elsa Triolet, il décide de ne pas retourner en Tchécoslovaquie.
Il a notamment été commissaire de grandes expositions comme Arcimboldo le merveilleux en 1977, Le siècle de Kafka  en 1984, ¿Buñuel! l'œil du siècle, présentée à Bonn, Madrid et Mexico en 1994-1995.

## Œuvre
- Arcimboldo le merveilleux, avec André Pieyre de Mandiargues, Laffont, 1977, 1983, 1988  (ISBN 2-221-50193-4)
  - Arcimboldo the Marvelous, édition en anglais par Patricia Egan et I. Mark Paris, New York, Abrams, 1978  (ISBN 978-0-81090689-1)
  - Arcimboldo de wonderbaarlijke, édition en néerlandais par  Bartholomeus Hendricus Westerveld, Landshoff, 1978  (ISBN 978-9062100798)
- Yasha David, Jean-Pierre Morel, Le siècle de Kafka : Němcová, Avenarius, Masaryk, Kubin, Gordin... , Centre Pompidou, 1984  (ISBN 978-2-85850-252-3)
- Tim, être de son temps : dessinateur, sculpteur, journaliste, 1919-2002, Musée d'art et d'histoire du judaïsme, 2003  (ISBN 978-2-7335-03584-)
- ¿Buñuel! La Mirada del siglo, Musée national centre d'art Reina Sofía / Museo del Palacio de Bellas Artes, 1996
  - ¿Buñuel! Auge des Jahrhunderts, Bonn, Kunst- und Ausstellungshalle der Bundesrepublik Deutschland, 1994
- La Fuite en avant de Moscou, Force ouvrière, 1972